# Városhodász
Városhodász (németül: Markt Neuhodis, horvátul: Novi Hodas) mezőváros Ausztriában Burgenland tartományban a Felsőőri járásban.

## Fekvése
Rohonctól 5 km-re délnyugatra a Kőszegi-hegységben a hegyről lefutó patak völgyében fekszik.
A kataszteri közösségek Óhodász és Markt Neuhodis.

## Története
Területe a bronzkor óta lakott, határában 1923-ban a hallstatt-korból származó bronz szekercét, cserépmaradványokat, valamint kelta halomsírt találtak. Hodászt a Németújvári grófok alapították német telepesekkel, első írásos említése "Hodaz" alakban 1374-ből származik. 1465-ben "Hodas", 1478-ban "Hodacz", 1491-ben "Hadaaz" alakban említik. Rohonc várának uradalmához tartozott. 1428-ban 70 portával adózott.
1514-ben II. Lajos királytól vásártartási jogot kapott. 1532-ben a török elpusztította, 1545-ben oláh szabadságjogú horvátokat telepítettek ide. 1550-ben és 1650-ben pestis néptelenítette el. 1580 körül lakói felvették a református hitet. Az első református lelkészről 1601-ből van forrás a településen. A református lelkészt végül 1634-ben gróf Batthyány Ádám űzte el, ezt követően lakói visszatértek a katolikus hitre. 1621-ben Bethlen hadai felégették. A 17. században mezővárosi jogot kapott, régi 18. századi kastélya tönkrement.
Vályi András szerint " Ó, és Új Hodász. Hodis. Egygyik mező Város, másik falu Vas Vármegy. földes Urok G. Batthyáni Uraság, lakosai katolikusok, és evangelikusok, fekszenek Szalonakhoz 1 1/4 mértföldnyire, Inczédhez sem meszsze, földgyeik termékenyek, réttyeik jók, fájok tűzre, és épűletre van."
Fényes Elek szerint " Uj-Hodász, német m. v., Vas vmegyében, 518 kath., 210 ágostai lak. Határa sovány; fa, legelő elég; bort termeszt és sok méhet tart. A rohonczi urad. tartozik. Ut. p. Kőszeg."
Vas vármegye monográfiája szerint " Város-Hodász, 146 házzal és 967 r. kath. és ág. ev. vallású, németajkú lakossal. Postája helyben van, távírója Rohoncz. Közjegyzőségi székhely. A község határában bronzkori emlékeket találtak. Kath. temploma 1796-ban épült, az ág. ev. templom pedig új. Azelőtt a Batthyányiak voltak a község földesurai és a birtok a rohonczi Batthyány-uradalomhoz tartozott. Jelenlegi birtokos Rupprecht Tasziló, kinek itt csinos kastélya van, mely előtt szép park és gyümölcsös terül el. A Hodászy-család innen vette nevét."
1910-ben 1298 lakosa volt, ebből 796 német, 287 horvát, 152 magyar, 63 egyéb nemzetiségű. A trianoni békeszerződésig Vas vármegye Kőszegi járásához tartozott. 1921-ben Ausztria Burgenland tartományának része lett. 1971-ben Óhodászt csatolták hozzá.
2001-ben 739 lakosából 18 volt magyar, 647 német, 54 horvát, 20 egyéb nemzetiségű.

## Nevezetességei

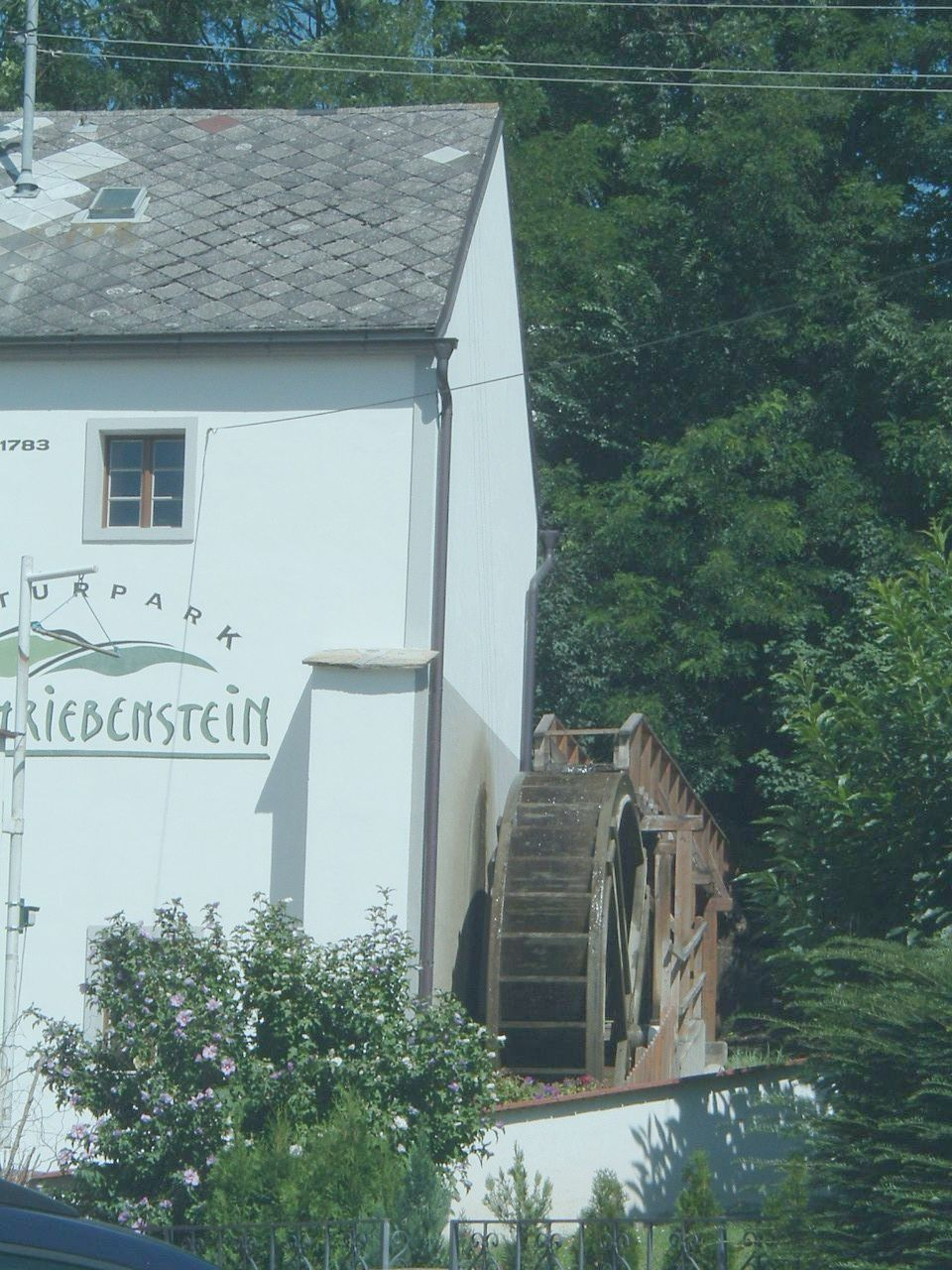
A Wallner-vizimalom Városhodászon

- Dombtetőn álló Keresztelő Szent Jánosnak szentelt római katolikus temploma középkori eredetű, 1796-ban bővítve átépítették.
- Rupprecht-kastélya 1880-ban épült.
- A Wallner-vizimalom 1783-ban épült, 1998-ban teljesen felújították. Mellette szintén látogatható látvány-kovácsműhely áll.
- Az óhodászi településrészen 4 km hosszú Európában egyedülálló gomba tanösvény található.

## Külső hivatkozások
- Városhodász az Írottkői natúrpark honlapján
- Városhodász a dél-burgenlandi települések honlapján
- Városhodász az Osztrák Statisztikai Hivatal honlapján
- Geomix.at[halott link]
- A városhodászi vizimalom Archiválva 2009. június 7-i dátummal a Wayback Machine-ben
- A vizimalom bemutatása
- Payr Sándor: A Dunántúli Evangélikus Egyházkerület története